# Vicenç Albertí i Vidal
Vicenç Albertí i Vidal (Maó, 1786 - 1859) fou empresari teatral, traductor i polític municipal amb diversos càrrecs polítics a l'Ajuntament de Maó. A banda del llatí i el grec, també coneixia l'italià, el francès i l'anglès, coneixements que utilitzà per traduir nombroses obres entre 1815 i 1820. L'única traducció al català que veié publicada en vida (1818) fou la de La Alonsíada, que Joan Ramis i Ramis publicà originalment en castellà.

## Obres
- Entremès intitulat el amo y el criat en la casa dels vins generosos. Barcelona: BC, 1816, ms. 1784.
- Entremès el criat de l'obligació. Barcelona: BC, [1824], ms. 1797.
- El borratxo corregit. Barcelona: BC, [1826], ms. 1799.

## Traduccions al català
- Beaumarchais. El barber de Seville ó la precaució inútil. Barcelona: BC, 1815, ms. 1783.
- Beaumarchais. La precaució inútil. Barcelona: BC, 1815, ms. 4137.
- Molière. El musson nobble o sia el senor Pere per excellencia. Barcelona: BC, 1815, ms. 4137 [III].
- Metastasio. Siroe. Barcelona: BC, 1816, ms. 1791.
- Celenio, Inarco. El baró. Barcelona: BC, 1817, ms. 1796.
- Ramis i Ramis, Joan. L'Alonsíada, ó, Conquista de Menorca pel réy D. Alonso III d'Aragó en 1287. Poéma en tres cants escrit en castellà per Juan Ramis y Ramis. Maó: Pére Antòni Sèrra, 1818.
- Goldoni. El pare de família. Barcelona: BC, 1818, ms. 1787.
- Goldoni. L'engañador. Barcelona: BC, 1818, ms. 1782.
- Goldoni. La dona venjativa. Barcelona: BC, 1818, ms. 1789.
- Goldoni. La viuda astuta. Barcelona: BC, 1818, ms. 1788.
- Metastasio. Aquilles. Barcelona: BC, 1818, ms. 1793.
- Rodríguez de Arellano, Vicente. El geperut gelós. Barcelona: BC, 1818, ms. 1794.
- Goldoni. Pamela. Barcelona: BC 1820 ms 1789.
- Molière. El convit de l'estàtua. Barcelona: BC, [1825], ms. 1798.
- Creu y Cano, Ramon. Entremès el licenciado Farruella. Barcelona: BC, [1826], ms. 1785.
- Ramon de la Cruz. Entremès el agent de los seus negocis. Barcelona: BC, [1827], ms. 1795-1,1795-II.
- Davesne, Bertin. El homicide per honor. Barcelona: BC, [1828], ms. 1786.
- Molière. L'amor metge. Barcelona: BC, 1829, ms. 1792.
- Molière. Es metge fet a bestunades. [Menorca]: [Successors d'Andreu Casasnovas], 1830.
- Metastasio. Demofoonte. Barcelona: BC, [1859?], ms. 1793.
- Molière. Don Pere de Ñiquiñac. Barcelona: BC, [1859?], ms. 4137 [IV].

## Edicions modernes
- Entremesos I (El amo i el criat en la casa dels vins generosos. El licenciado Farruella). Ed. de Maite Salord Ripoll. Maó: IME, 1997.
- El barber de Sevilla o La precaució inútil. Traducció i adaptació de Le barbier de Séville de Pierre-Augustin de Beaumarchais. Ed. de Josep Ramon Cerdà. Maó: IME, 2009.
- El baró. Traducció i adaptació d'El barón de Leandro Fernández de Moratín. Ed. de Pilar Carrasco Pons. Maó: IME, 2009. * La viuda astuta. Traducció i adaptació de La vedova scaltra de Cario Goldoni. Ed. de Margarida Cursach Seguí. Maó: IME, 2010